# الاحتجاجات الكازاخستانية 2019-20
الاحتجاجات الكازاخستانية 2019-20 هي سلسلة من الاحتجاجات المدنية التي بدأت في فبراير 2019 في مدن عدة من كازاخستان بعد أن أودى حريق في مدينة نور سلطان (أستانا سابقًا) بحياة خمسة أطفال.
يعزو بعض المعلقين جزئياً قرار رئيس كازاخستان نور سلطان نزارباييف الإطاحة بحكومة رئيس الوزراء بخيتشان ساجينتاييف في وقت لاحق من هذا الشهر إلى هذه الاحتجاجات. في 19 مارس 2019، قدم بخيتشان ساجينتاييف استقالته بنفسه ليحل محله رئيس مجلس الشيوخ بالبرلمان قاسم جومارت توكاييف. فيما استمر نزارباييف في شغل العديد من المناصب السياسية.
دعا قاسم جومارت توكاييف إلى انتخابات مبكرة وهي الانتخابات الرئاسية الكازاخستانية 2019، والتي شهدت فوزه بأكثر من ٪70 من الأصوات. شهدت فترة ما قبل وما بعد الانتخابات العديد من الاحتجاجات. استمرت الاحتجاجات إلى بقية السنة، بما في ذلك احتجاجات في مدينتي نور سلطان وألماتي خلال يوم الاستقلال في 16 ديسمبر.
بالرغم من تنصيص قانون الدولة بعدم قانونية المظاهرات العامة ما لم تأذن بها الحكومة، إلا أن توكاييف أعلن عن نيته تعدبل القوانين التي تقرها.
أشار استطلاع للرأي نُشر في أكتوبر إلى أن ٪43 من الكازاخستانيين ينظرون إلى الاحتجاجات العامة بشكل إيجابي، بينما أعرب ٪16 عن رأي سلبي و٪41 لم يعربوا عن رأيهم.
أسفرت الاحتجاجات المناهضة لانتخاب توكاييف عن اعتقال الالاف من المتظاهرين بالإضافة إلى اعتقال عدد من الصحفيين

## سياق الأحداث

### احتجاجات فبراير 2019
في 4 فبراير 2019، قُتلت خمس شقيقات في مدينة نور سلطان إثر اندلاع حريق في منزلهم ليلاً، بينما كان والداهما يعملان في مناوبات ليلية. أثار الحريق جدلاً على وسائل التواصل الاجتماعي وأدى إلى بعض الاحتجاجات الصغيرة.
بحلول 15 فبراير، أثار الغضب مئات الاحتجاجات. شملت مظاهرة في مدينة نور سلطان إبان مناسبة عامة لعمدة المدينة بختي سلطانوف.
في 21 فبراير، أصدر الرئيس نور سلطان نزارباييف بيانًا أعلن فيه أنه عزل الحكومة التي يقودها رئيس الوزراء باكتشان ساجيناييف. فيما صرحت صحيفة الدبلوماسي بأن العديد من التقارير المتعلقة بقرار نزارباييف أشارت بوضوح إلى أن الاحتجاجات الأخيرة كانت محفزا لإقالة الحكومة.
في 19 مارس، استقال الرئيس نور سلطان نزارباييف بشكل غير متوقع من منصبه، مما أدى إلى تعيين رئيس المجلس الأعلى للبرلمان قاسم جومارت توكاييف كرئيس جديد لكازاخستان. احتفظ نزارباييف بمركزه في عدة مناصب قوية، مثل منصب رئيس لجنة الأمن القومي لجمهورية كازاخستان ورئيس الحزب الحاكم نور أتان، في أكتوبر 2019، حصل على حق النقض عند تعيين معظم الوزراء وحكام المقاطعات وعدد قليل من كبار المسؤولين الآخرين.

### الاحتجاجات ضد الانتخابات
دعا توكاييف إلى انتخابات رئاسية فورية في 9 يونيو 2019، والتي شهدت انتخابه بأغلبية بلغت أكثر من ٪70 من الأصوات. ومع اقتراب موعد الانتخابات، تم الإبلاغ عن عدد قليل من الاحتجاجات الداعية إلى مقاطعة التصويت.
عقب إعلان النتائج الأولية، تم الإبلاغ عن احتجاجات في أكبر مدن كازاخستان وهما نور سلطان وألماتي. فيما أعلن نائب وزير الداخلية مارات كوزاييف أنه تم إلقاء القبض على 500 شخص، بينما صرح مختار أبلازوف زعيم جماعة "المعارضة الديمقراطية في كازاخستان"، إن هناك «آلاف المحتجين» على ساحة أستانا في ألماتي.